# Pete Nance

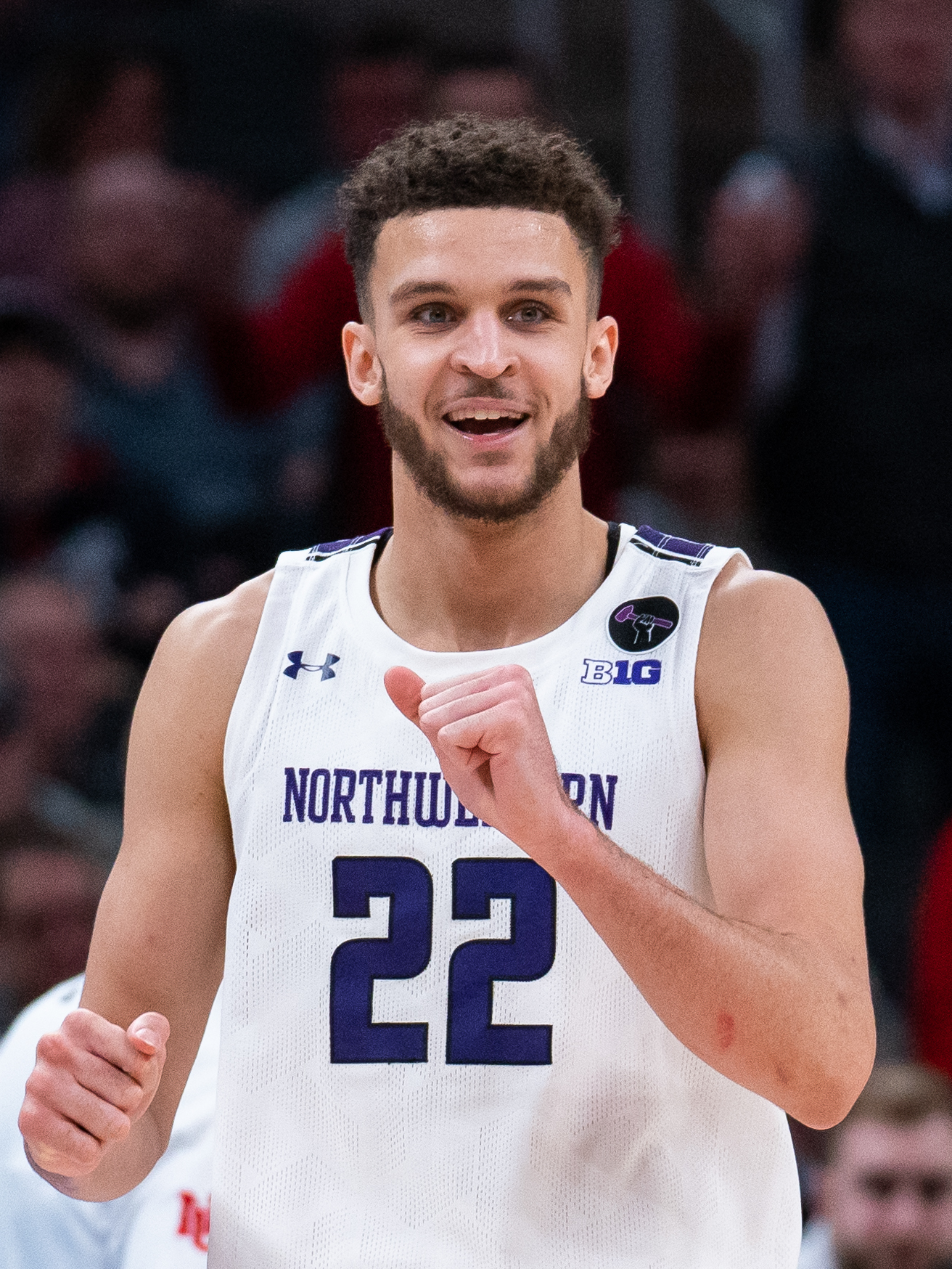
Pete Nance, 2022.

Pete Lucas Nance, född 19 februari 2000 i Akron i Ohio, är en amerikansk professionell basketspelare (PF) som spelar för Milwaukee Bucks i National Basketball Association (NBA). Han har tidigare spelat för Cleveland Cavaliers och Philadelphia 76ers.
Nance blev aldrig NBA-draftad.
Innan han blev proffs studerade Nance först på Northwestern University och spelade för deras idrottsförening Northwestern Wildcats. Nance blev senare överförd till University of North Carolina at Chapel Hill för spel i North Carolina Tar Heels.
Han är son till Larry Nance och bror till Larry Nance Jr.